# Asplenium gregoriae
Asplenium gregoriae är en svartbräkenväxtart som beskrevs av Bak. Asplenium gregoriae ingår i släktet Asplenium och familjen Aspleniaceae. Inga underarter finns listade.